# Токары (Подляское воеводство)
Тока́ры (польск. Tokary) — село в Польше в гмине Мельник Семятыченского повета Подлясского воеводства.

## Известные жители
Всеволод Игнатовский (1881—1931) — белорусский национальный активист, первый председатель Академии наук Белорусской ССР.